# Bouda Na Pláni
Bouda Na Pláni (německy Planurbaude) je horská bouda v Krkonoších, ležící v nadmořské výšce 1180 m na vrcholu Přední Planiny. Náleží do katastru Přední Labská obce Špindlerův Mlýn. Ubytovací kapacita je 55 osob a k dispozici je 14 dvoulůžkových, 4 třílůžkové a 4 čtyřlůžkové pokoje.

## Historie
Krkonošský rod Rennerů postavil boudu v roce 1530 několik let před tím, než do Krkonoš přišli dřevaři. První zmínka o boudě pochází z roku 1676.
Od roku 1934 se v boudě ubytovávali významní hosté z Německa, kteří se řadili k odpůrcům nacismu. Mezi nimi byli také profesor Adolf Reichwein ze Svídnice a plukovník hrabě Claus von Stauffenberg. Naposledy se zde sešli v březnu 1944, aby domluvili detaily atentátu na Adolfa Hitlera. Do celé akce byl zasvěcen i boudař a horský hospodář Heinrich Renner.

## Dostupnost
Motorovým vozidlem je přístup možný v létě po silnici ze Strážného.
Na jízdním kole je přístup možný po cyklotrase č. K17A
Pěší přístup je možný po turistických trasách:
- po  modré turistické značce od horní stanice lanové dráhy Špindlerův Mlýn - Pláň (800 m).
- po  modré turistické značce od rozcestí U Krásné Pláně, kde navazuje na  žlutou turistickou značku ze Strážného.
- po  zelené turistické značce ze Špindlerova Mlýna.
- po  zelené turistické značce od Klínových Bud.

V zimě je bouda využívána lyžaři jako jeden z orientačních bodů na Krkonošské lyžařské magistrále